# Johnny Berry

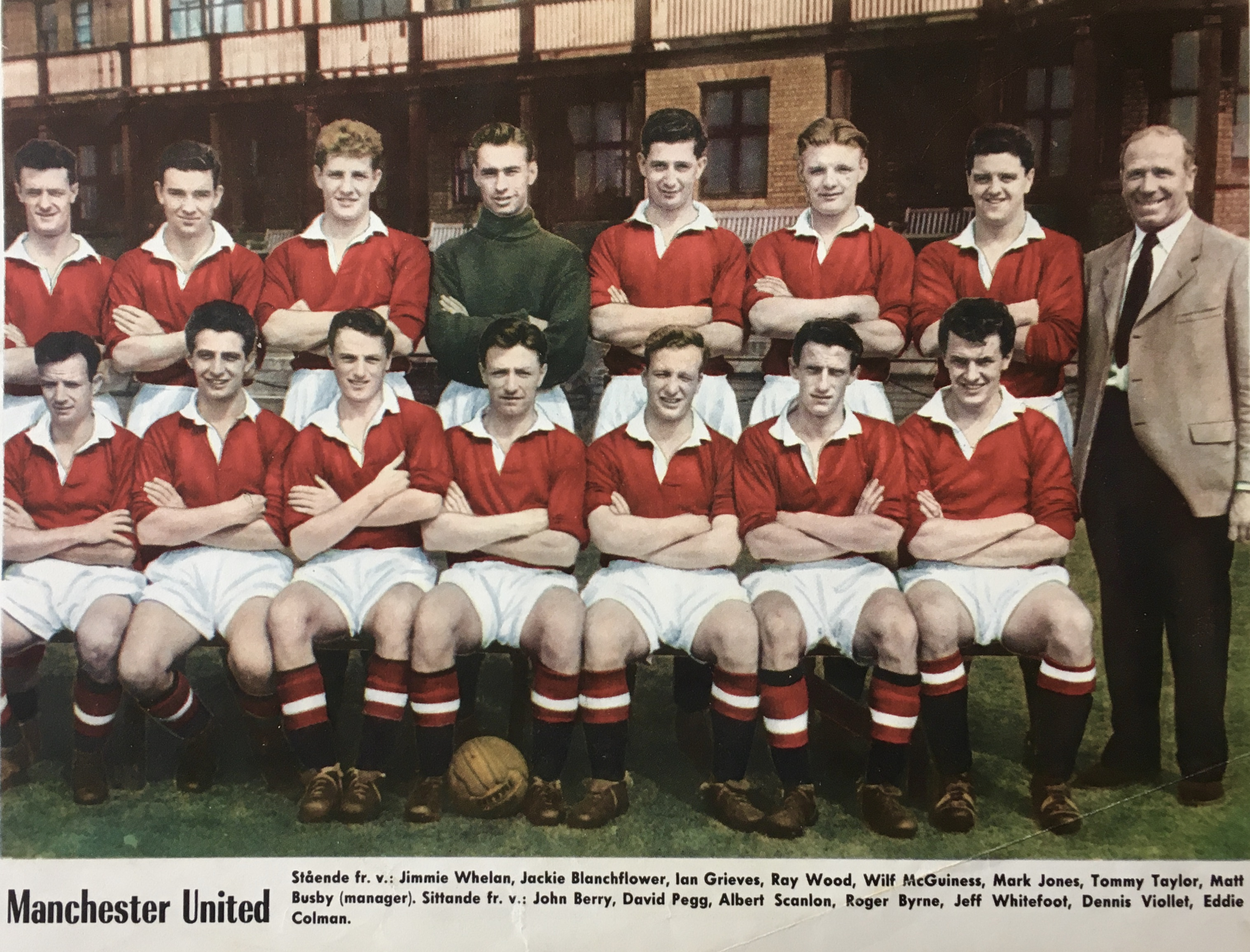
Manchester United F.C. aus dem Jahre 1957 – Bild zeigt 2. Reihe stehend v. l.: Jimmie Whelan, Jackie Blanchflower, Ian Greaves, Ray Wood, Wilf McGuinness, Mark Jones, Tommy Taylor, Matt Busby (Manager);1. Reihe hockend v. l.: Johnny Berry, David Pegg, Albert Scanlon, Roger Byrne (Kapitän), Jeff Whitefoot, Dennis Viollet und Eddie Colman.

Reginald John Berry (* 1. Juni 1926 in Aldershot; † 16. September 1994 in Farnham) war ein englischer Fußballspieler. Aufgrund von Verletzungen beim Absturz von British-European-Airways-Flug 609 musste er 1958 seine Fußballkarriere beenden.

## Leben und Karriere
Berry wurde in Aldershot, Hampshire, als Sohn von Mary (geb. O’Connor) und Reginald Berry, einem Sergeant der Royal Horse Artillery, geboren. Berry heiratete 1948 Hilda Reeves in Aldershot.
Während seines Dienstes bei der Royal Artillery im Zweiten Weltkrieg war Birmingham City auf ihn aufmerksam geworden. Er bekam 1944 einen Profivertrag bei Birmingham City und wechselte 1951 zu Manchester United, mit denen er drei englische Meisterschaften gewann. Berry war ein rechter Flügelspieler, der hauptsächlich durch seine Technik und Schnelligkeit auffiel. In 277 Spielen für Manchester United erzielte er 44 Tore. Er spielte in seinen ersten sechs Jahren bei Manchester regelmäßig in der Startelf, bevor er seinen Stammplatz an den jüngeren Kenny Morgans verlor. Er machte in den Jahren 1953 bis 1956 auch 4 Spiele für die englische Nationalmannschaft.
Im Alter von 31 musste Berry nach dem Flugzeugunglück am 6. Februar 1958 in München zwei Monate unter anderem wegen gebrochener Schädeldecke, gebrochenem Kiefer, defektem Becken und gebrochenem Bein in einem Krankenhaus verbringen. Während der Behandlung an seinem Kiefer mussten ihm zusätzlich alle Zähne gezogen werden. Durch die Folgen dieser Verletzungen konnte er nie wieder Fußball spielen.
Als er aufwachte, hatte er keinerlei Erinnerungen an den Unfall, da seine Verletzungen eine leichte Form der Amnesie hervorgerufen hatten. Einen Monat nachdem er wieder zu Bewusstsein kam, erfuhr er über das Flugzeugunglück, als er einen Artikel darüber in einer Zeitung las.
Aufgrund der Verletzungen beim Absturz musste er seine Fußballkarriere beenden. Er leitete mit seinem Bruder Peter später ein Sportgeschäft in Farnborough.
Johnny Berry starb im September 1994 im Alter von 68 Jahren nach kurzer Krankheit.
Sein Sohn Neill veröffentlichte 2007 ein Buch, das die Jahre seines Vaters bei Manchester United behandelt.